# Wanted, a Strong Hand
Wanted, a Strong Hand è un cortometraggio muto del 1913 interpretato e diretto da Van Dyke Brooke.

## Produzione
Il film fu prodotto dalla Vitagraph Company of America.

## Distribuzione
Distribuito dalla General Film Company, il film - un cortometraggio di 200 metri - uscì nelle sale cinematografiche statunitensi l'11 aprile 1913.